# Захарія (князь Рашки)
Захарія (*Захарија Прибислављевић, бл. 890 — після 924) — жупан (князь) Рашки (Сербії) у 921—924 роках.

## Життєпис
Походив з династії Властимировичів. Був сином Прибіслава, жупана Рашки. У 892 році його батька було повалено, який перебрався до Константинополя. В подальшому Захарія став візантійським ставлеником на сербський престол. У 920 році за рішення візантійського імператора Романа I після повалення князя Петра перебрався до Рашки. Підтримуваний болгарами Павло, князь Рашки, схопив Захарію і видав своїм болгарському цареві.
Після того як у 921 році Павло сам перейшов на бік Візантії, Симеон I, цар Болгарії, спрямував до Сербії Захарію, давши тому військову підтримку. Близько 921 року Захарія повалив Павла і сам зайняв сербський трон. Втім, зміцнившись як жупан, Захарія зрадив Симеона I і перейшов на бік Візантії.
Почалася нова війна Рашки з Юолгарією. Перше військо, яке Симеон I спрямував проти Захарії, зазнало поразки. У 924 році жупан Рашки зазнав поразки від болгарських військ, якими керував троюрідний брат — Часлав. Захарія вимушений був тікати до Захумл'я, а згодом до Хорватії. Після цього Симеон I захопив в полон всіх жупанів, присутніх для обрання нового князя, і підпорядкував собі усю Сербію.